# マイク・フィリップス (ラグビー選手)
マイク・フィリップス（Mike Phillips、1982年8月29日 - ）は、ウェールズの元ラグビー選手。

## プロフィール
- ウェールズ・カーマーゼン出身。
- ポジションはスクラムハーフ(SH)。
- 身長 191cm、体重 101kg
- ウェールズ代表通算キャップ数は94。
- ラグビーワールドカップ2007・ラグビーワールドカップ2011・ラグビーワールドカップ2015のウェールズ代表に選ばれた[1]。
- ブリティッシュ・アンド・アイリッシュ・ライオンズに選ばれたことがある[2]。

## 略歴
スカーレッツ、カーディフ・ブルーズ、オスプリーズ、バイヨンヌ、ラシン92、セール・シャークス、2017年、スカーレッツに復帰。
2018年、現役を引退した。